# Trygve Skaug
Trygve Skaug (Trøgstad, 6 febbraio 1985) è un cantante norvegese.

## Biografia
Sanger du skal få når jeg dør, terzo album in studio dell'interprete, ha ricevuto una nomination agli Spellemannprisen. Trygve Skaug ha conseguito il suo primo ingresso nella VG-lista col quarto LP Sanger du skal få når du våkner (2020), classificatosi al 18º posto; il disco contiene Kommer det storm (2019), certificato oro dalla IFPI Norge per le 30 000 unità accumulate.
Nel gennaio 2024 è avvenuta la pubblicazione del suo album più recente, dal titolo Stor gutt.

## Discografia

### Album in studio
- 2014 – Martyren
- 2015 – Seine natt i desember
- 2017 – Sanger du skal få når jeg dør
- 2020 – Sanger du skal få når du våkner
- 2022 – Sanger du skal få når vi er vektløse
- 2022 – Sanger du skal få med kork
- 2023 – Messe underveis
- 2023 – Barnetro
- 2024 – Stor gutt

### Singoli
- 2012 – Ravner
- 2013 – Martyren
- 2013 – Heldig
- 2014 – Enden av tunellen
- 2015 – Er det du som kommer hjem (feat. Marthe Valle)
- 2016 – Det går over
- 2016 – Nouraddins vise
- 2016 – Var det snø (con Harmoni)
- 2017 – Skuddsikker
- 2017 – Ei stjerne som deg
- 2018 – Finne veien hjem
- 2019 – Våpendrager
- 2019 – Kommer det storm
- 2019 – Bru over mørke bølger
- 2019 – Et lite minutt
- 2020 – Drømmeskipet
- 2020 – Like små
- 2020 – Nyttårsnatt (con Ulrikke)
- 2021 – Ankeret
- 2021 – Små'n
- 2021 – Båla langs Rødenes
- 2021 – Brenner overalt
- 2021 – Hvis det bare kom snø (con Henning Kvitnes)
- 2021 – Du har meg (feat. Jenny Zett)
- 2021 – Kommer du snart hjem
- 2023 – Redd
- 2023 – Stor gutt